# Машта
Машта је мисаони процес замишљања будућих догађаја, као и способност стварања нових целина комбиновањем различитих представа, идеја и појмова који у таквом облику не постоје у ранијем искуству. Машта као стваралачко, имагинативно мишљење, представља основ уметничке, научне и техничке креативности, али и стваралаштва и разноврсних иновација у свакодневном животу. Процес маштања је под снажним утицајем жеља. Неки психолози и психоаналитичари сматрају да машта може бити и механизам одбране, па у том смислу говоре о „бежању у машту”. Тим путем се непријатна реалност замењује маштаријама у којима су на имагинаран начин задовољене многе снажне, а у стварности незадовољене тежње. Имагинација је уобразиља, машта, замишљеност и сличне менталне представе. Нарочито карактеристична за извесна психолошка стања када се појмови обогаћују новим садржајима често иреалним, са евентуалном могућношћу остварења. Зато постоји подела имагинације на неколико типова као што су: стваралачка имагинација, имагинација фантазије, антиципаторна и имагинација памћења. Машта помаже да знање буде применљиво у решавању проблема и од суштинског је значаја за интеграцију искуства и процес учења. Као приступ теорији изградње, назива се „дисциплинирана машина”. Основни тренинг за машту је слушање приповедања (наратива), у којој је тачност одабраних речи темељни фактор за „призивање светова”.
Машта је когнитивни процес који се користи у менталном функционисању и понекад се користи заједно са психолошким сликовним доживљајима. Сматра се таквим јер укључује размишљање о могућностима. Сродни термин, „ментална слика” може се користити у психологији за означавање процеса оживљавања у уму присећања на објекте који су раније били дати у чулној перцепцији. Будући да је ова употреба термина у сукобу са уобичајеним језиком, неки психолози су радије описали овај процес као „сликање” или „сликовито излагање” или говорити о томе као „репродуктивна” за разлику од "продуктивне" или „конструктивне” имагинације. Конструктивна имагинација се даље дели на добровољну машту коју покреће латерални префронтални кортекс (LPFC) и невољну машту (независну од LPFC), као што су РЕМ-спавање сањање сна, маштарење, халуцинације и спонтани увиди. Вољни типови маште укључују интеграцију модификатора и менталне ротације. Замишљене слике, како нове тако и присећане, виде се „умним оком”.
Машта се, међутим, не сматра искључиво когнитивном активношћу, такође је повезана с телом и местом, посебно што укључује и успостављање односа са материјалима и људима, искључујући осећај да је машта закључана у глави. Машта се може изразити и кроз приче као што су бајка или фантазија. Деца често користе такве наративе и претварају се да би вежбала своју машту. Када деца развију фантазију, они се играју на два нивоа: прво се користе улога да одглуме оно што су развили својом маштом, а на другом нивоу се поново играју са својом измишљеном ситуацијом, понашајући се као да су се развили. стварна реалност.
За Ибн Арабија, уобразиља је способност да се у главу дозову предмети којих нема у спољашњем свету, односно, нису тренутно присутни у чулима. Уобразиља чини видљивим, премда нејасно и замагљено, више присутности бића. Уобразиља представља карику између чулног и духовног света.

## Историја
Аристотел у О души је сматрао машту као способност стварања менталних слика и разликовао је од перцепције и од мишљења. Међутим, сматрао је да је мисао увек праћена сликом.
Појам „умног ока” сеже барем до Цицероновог позивања на mentis oculi током његове расправе о говорниковој прикладној употреби осмеха.
У овој расправи, Цицерон је приметио да алузије на „Сиртис његовог наследства” и „Харибду његовог имања” укључују поређења која су „превише натегнута”; и саветовао је говорника да, уместо тога, говори само о „стени” и „заливу” (респективно) – на основу тога да су „очи ума лакше усмерене на оне предмете које смо видели, него на оне које смо само чули”.
У средњовековној факултетској психологији, машта је била једна од унутрашњих памети заједно са памћењем и sensus communis. То је омогућило рекомбинацију слике, на пример комбинацијом перцепције злата и планине како би се добила идеја о златној планини. Концепт „умног ока” појавио се на енглеском говорном подручју у Чосеровом (око 1387) Прича о човеку од закона у његовим Кентерберијским причама, где нам каже да је један од тројице мушкараца који су живели у замку био слеп и да је могао да види само „очима свог ума”; наиме, оне очи „којима сви људи виде након што су ослепели”.
Галилео је користио машту како би провео мисаоне експериментее, као што је тражење од читаоца да замисле у којем ће смеру летети камен пуштен из праћке.

## Опис
Уобичајена употреба појма је за процес формирања нових слика у уму које нису претходно доживљене уз помоћ онога што је већ виђено, чуло или осетило, или барем само деломично или у различитим комбинацијама. То такође може бити укључено у смишљање могућих или немогућих исхода нечега или некога у богатим животним ситуацијама и искуствима. Следе неки типични примери:
- Бајка
- Фикција
- Облик веродостојности који се често позива у фантазијама и научној фантастици позива читатеље да се претварају да су такве приче истините позивајући се на објекте ума, као што су измишљене књиге или године које не постоје осим имагинарног света.

Машта, која није ограничена на стицање тачног знања захтевима практичне нужде, углавном је ослобођена објективних ограничења. Способност да се замислите на месту друге особе врло је важна за друштвене односе и разумевање. Алберт Ајнштајн је рекао: „Машта ... је важнија од знања. Знање је ограничено. Машта окружује свет.”
Иста ограничења опседају машту у пољу научних хипотеза. Напредак у научним истраживањима углавном је резултат привремених објашњења која се развијају маштом, али такве хипотезе морају бити уоквирене у односу на претходно утврђене чињенице иу складу са принципима одређене науке.
Машта је експериментална подела ума која се користи за развој теорија и идеја заснованих на функцијама. Узимајући објекте из стварних перцепција, машта користи сложене ако-функције које укључују и семантичко и епизодно памћење за развој нових или ревидираних идеја. Овај део ума је од виталног значаја за развој бољих и лакших начина за извршавање старих и нових задатака. У социологији, имагинација се користи за растанак са стварношћу и разумевање друштвених интеракција изведених из перспективе изван самог друштва. То доводи до развоја теорија кроз питања која се обично не би постављала. Ове експерименталне идеје могу се безбедно спровести унутар виртуелног света и онда, ако је идеја вероватна и функција истинита, идеја се може реализовати у стварности. Машта је кључ за нови развој ума и може се делити с другима, напредујући заједно.
Што се тиче волонтерског рада, машта се може класификовати на:
- невољна (сан из сна, сањарење)
- вољна (репродуктивна машта, креативна машта, сан о перспективи)

## Психологија
Психолози су проучавали имагинативну мисао, не само у њеном егзотичном облику креативности и уметничког изражавања, већ иу њеном световном облику свакодневне маште. Рут М. Џ. Берн је предложила да свакодневне маштовите мисли о противчињеничним алтернативама стварности могу бити засноване на истим когнитивним процесима на којима се заснивају и рационалне мисли. Деца се могу укључити у стварање маштовитих алтернатива стварности од најранијих година. Културна психологија тренутно разрађује поглед на машту као вишу менталну функцију укључену у бројне свакодневне активности, како на индивидуалном тако и на колективном нивоу који омогућава људима да манипулишу сложеним значењима и језичких и иконичких облика у процесу доживљавања.
О феноменологији имагинације говори се у књизи Имагинарно: феноменолошка психологија имагинације (фр. L'Imaginaire: Psychologie phénoménologique de l'imagination), такође објављеној под насловом The Psychology of the Imagination), књига Жан-Пол Сартра из 1940. године, у којој он износи свој концепт имагинације и расправља о томе шта постојање имагинације показује о природи људске свести.
Машта је такође активна у нашој перцепцији фотографских слика како би оне изгледале стварне.

## Меморија
Показало се да памћење и менталне слике, које се често посматрају као део процеса маште, утичу једна на другу. „Слике направљене функционалном технологијом магнетне резонанције показују да памћење и замишљање шаљу крв за идентификацију делова мозга.” Различити психолошки фактори могу утицати на менталну обраду мозга и повећати његову шансу да задржи информације као дугорочна или краткорочна сјећања. Џон Свелер је указао да се искуства похрањена као дугорочна сећања лакше присећају, јер су дубље укорењена у уму. Сваки од ових облика захтева да се информације предају на специфичан начин, како би се користиле различите регије мозга приликом обраде. Ове информације потенцијално могу помоћи у развоју програма за младе ученике како би култивирали или додатно унапредили своје креативне способности од малих ногу. Неокортекс и таламус су одговорни за контролу мождане маште, заједно са многим другим функцијама мозга као што су свест и апстрактна мисао. Будући да машта укључује многе различите мождане функције, као што су емоције, памћење, мисли, итд., делови мозга у којима се јављају вишеструке функције – као што су таламус и неокортекс – су главне регије у којима је документирана маштовита обрада. Разумевање „како” су памћење и машта повезане у мозгу, отвара пут ка бољем разумевању нечије способности да повеже значајна прошла искуства са својом маштом.

## Перцепција
Пијаже је поставио да перцепција зависи од погледа на свет особе. Поглед на свет резултат је сређивања перцепција у постојеће слике помоћу маште. Пијаже наводи пример детета које каже да је месец прати када ноћу шета селом. На тај начин, перцепције су интегрисане у поглед на свет да би имале смисла. Машта је потребна да би се перцепције шватиле.

## Активација мозга
Студија која је користила fMRI док су испитаници били замољени да замисле прецизне визуелне фигуре, да их ментално раставе или ментално споје, показала је активност окципиталног, фронтопареталног, постериорног пареталног, прецунеусног и дорзолатералног префронталног региона мозга субјекта.

## Еволуција
Филогенетичко стицање маште био је постепен процес. Најједноставнији облик маште, РЕМ спавајуће сањање, еволуирао је код сисара са стицањем РЕМ спавања пре 140 милиона година. Спонтани увид побољшан код примата аквизицијом латералног префронталног кортекса пре 70 милиона година. Након што су се хоминини одвојили од линије шимпанзи пре 6 милиона година, додатно су побољшали своју машту. Префронтална анализа стечена је пре 3,3 милиона година, када су хомини почели да производе један начин рада за камене алате. Напредак у култури камених оруђа до другог начина производње камених алата, пре 2 милиона година означава значајно побољшање префронталне анализе. Најнапреднији механизам маште, префронталну синтезу, људи су вероватно стекли пре око 70.000 година и резултирало је модерношћу понашања. Овај скок ка модерној машти палеоантрополози су окарактерисали као „когнитивну револуцију”, „Gornjepaleolitsku revoluciju", и „Велики скок напред”.

## Морална имагинација
Морална имагинација обично описује менталну способност проналажења одговора на етичка питања и дилеме кроз процес менталне и интелектуалне имагинације и визуализације.
У литератури се могу наћи различите дефиниције „моралне имагинације”.
Једну од најистакнутијих дефиниција дао је филозоф Марк Џонсон: „Способност да се маштовито разазнају различите могућности за деловање у датој ситуацији и да се предвиди потенцијална помоћ и штета која је вероватно резултат дате акције.”
У чланку недавно објављеном у Journal of Management History, autori su tvrdili da je Hitlerov атентатор Клаус фон Штауфенберг одлучио да се усуђује да свргне нацистички режим посебно (између осталих фактора) као резултат процеса „моралне маште”. Његова спремност да убије Хитлера била је у мањој мери због саосећања за своје другове, његову породицу или пријатеље који су живели у то време (стварни људи који су живели у то време), већ је произашла пре из чињенице да је већ размишљао о потенцијалним проблемима каснијих генерација и људи које није познавао. Другим речима, кроз процес „моралне имагинације” развио је емпатију према „апстрактним” људима (на пример, Немцима каснијих генерација, људима који још нису били живи).